# إليزابيث هولمز
إليزابيث أن هولمز (بالإنجليزية: Elizabeth Holmes) (وُلدت في 3 فبراير، 1984) هي رائدة أعمال أمريكية. وهي المدير التنفيذي لشركة ثيرانوز، شركة اختبارات دم أسستها عام 2003 عندما كانت في عمر ال19 عام، بينما كانت رائدة الهندسة الكيميائية في جامعة ستانفورد. الشركة بُنيت أساسا على براءة اختراعها لتشغيل 30 معمل اختبارات للدماء المأخوذة من الإصبع، باستخدام علم الموائع الدقيقة أو تقنية مختبر على رقاقة- طريقة أسرع وأرخص بكثير من المعامل التقليدية -.
بحلول 2014، الشركة وفرت 200 اختبار، كان مرخص لها بالعمل في كل الولايات الأمريكية، وكانت قيمتها تقرب من ال10 مليار دولار أمريكي.دخلت ثيرانوز شراكة مع سلسلة صيدليات وولغرين لبناء الألاف من مراكز الصحة (بدأت في كاليفورنيا وأريزونا) لتوفر قائمة كاملة لإختبارات الدم مباشرة للمستهلكين بثمن يمثل ربع العشر للثمن الذي يقدمه المنافسون للشركة.
اعتبارا من 2014، هولمز امتلكت 18 براءة اختراع أمريكية و 66 براءة اختراع أخرى خارج الولايات المتحدة، وصُنفت كمخترع مشارك في أكثر من مئة براءة اختراع. هي أيضا أصغر مليونيرة عصامية في قوائم الفوربس 2014 مع ثروة تقدر ب4.6 مليار دولار أمريكي.
هولمز لا تملك تلفاز، وتظل تعمل كل يوم من بداية إستيقاظها حتى ذهابها للنوم. وهي تقول «المهم هو الموارد التي نوفرها محاولين تحسين حياة الناس. هذا سبب فعلي لذلك، وسبب أدائي له بهذه الطريقة، وسبب حبي له.». أيضا هنري كسنجر وزير الخارجية الأمريكي السابق، وعضو في مجلس إدارة ثيرانوز، وصفها بأنها «رؤية تقنية ومدهشة، في بعض الأحيان أثيرية وإرادة حديدية». «هي تكرس حياتها للرعاية الصحية في كل العالم».

## نشأتها
هولمز وُلدت في فبراير 1984 في واشنطن، والدها كريستيان هولمز الرابع، عمل في الولايات المتحدة، أفريقيا والصين لدى وكالات أمريكية عديدة مثل الوكالة الأمريكية للتنمية الدولية. أمها، نويل أن عملت كوظفة في لجنة الكونجرس. لديها أخ وهو كريستيان هولمز الخامس، وهو مسئول إدارة المنتجات في ثيرانوز. أحد أسلافها كان مؤسس شركة خميرة فلايشمان. وهي قريبة الممثلة كاثرين ماكدونالد التي تزوجت كريستيان هولمز الثاني (1898-1944).
و هي طفلة، قرأت السيرة الذاتية لجدها العظيم كريستيان ار. هولمز، والذي كان جراح، مهندس، مخترع ومحارب محنك شارك في الحرب العالمية الأولى.
وظيفة جدها ألهمتها للعمل في مجال الأدوية، ولكنها بعد فترة وجيزة إكتشفت أنها تخاف من الإبر. لاحقا وصفت خوفها هذا كواحد من دوافعها لبدء ثيرانوز.
عندما كانت في التاسعة، إنتقلت عائلتها إلى هيوستن، حيث كان عمل والدها وحيث إلتحقت بمدرسة St. John's School. بسبب إعجابها وأخيها بعمل أبيهما في الصين، تعلما اللغة الصينية في عمر مبكر. وقضت فترة مراهقتها في الصين، بينما كانت تزال في المدرسة، بدأت عمل عن طريق بيع قائمة المصرفات للجامعات الصينية.

## التعليم
بعد تخرجها من مدرسة St. John's School في هيوستن في عام 2002، إلتحقت بجامعة ستانفورد لدراسة الهندسة الكيميائية. كطالبة مبتدئة، عُرفت كواحدة من علماء الرئيس وأخذت راتب 3000$ لمتابعة مشروع البحث. لاحقت أستاذ الهندسة الكيميائية شانينج روبرتسون للسماح لها باستخدام معمله للعمل على مشروعها.
هولمز دعمت طفولتها بمعرفتها باللغة الصينية بدروس اللغات الصيفية في ستانفورد. ذلك ساعدها في الحصول على تدريب في معهد جينومي بسنغافورة. المعهد كان يعمل على تطوير وسائل جديدة لاكتشاف الفايرس المسبب للالتهاب الرئوي الحاد، في الدم أو في المسحات الأنفية.
بعد عودتها لستانفورد كتبت استمارة لبراءة اختراع، والتي كانت قد قدمتها للأستاذ روبرتسون، مقدمة لاصق يمكن ارتداؤه ليعرض المتغيرات في دم المريض، إدارة الدواء وضبط الجرعة للوصول إلى التأثير المرغوب. علاوةً، قدمت شريحة لهاتف محمول يمكن وضعها في هذا اللاصق للتحكم عن بعد - وسميت بالعلاج عن بعد -، وملأت براءة الاختراع كجهاز طبي للتحليل المرئي وإيصال الدواء.

## عملها
عرضت هولمز تأسيس شركة للأستاذ روبرتسون في خريف 2003، بينما كانت في ال19 من عمرها وطالبة في السنة الثانية في جامعة ستانفورد. استخدمت المال الذي احتفظ به والديها من أجل تعليمها لتأسيس شركة العلاج في الوقت الصحيح والتي سميت بعد ذلك بثيرانوز (دمج بين كلمتي 'therapy' أي العلاج و 'diagnosis' أي التشخيص) ولأنها إكتشفت أن لدى العديد من الناس إحساس بالتشاؤم نحو كلمة «شفاء». بدايةً عملت في بدروم السكن الجامعي. بعد نصف عام دراسي تسربت لمتابعة وظيفتها بدوام كامل. عمل فيها الأستاذ روبرتسون كمدير للشركة.

## شركة ثيرانوز

### التأسيس
أسست هولمز شركة Real-Time Cures في بالو ألتو، كاليفورنيا «لدمقرطة الرعاية الصحية». وسعت إلى إجراء اختبارات الدم باستخدام كميات صغيرة فقط من الدم. وصفت هولمز خوفها من الإبر كدافع.
عندما أقدمت هولمز في البداية على فكرة جني «كميات هائلة من البيانات من بضع قطرات من الدم مستمدة من طرف إصبع» إلى أستاذ الطب لها فيليس غاردنر في جامعة ستانفورد، أجاب غاردنر، «لا أعتقد أن فكرتك ستذهب إلى العمل»، موضحا أنه كان من المستحيل القيام بما كانت هولمز يدعي أنه يمكن القيام به. وأخبر العديد من الأساتذة الطبيين الخبراء هولمز بالشيء نفسه. ومع ذلك، لم تتراجع هولمز، ونجحت في الحصول على آراء من مستشار وعميد كلية الهندسة، تشانينج روبرتسون لدعم فكرتها.
في أبريل 2004، قامت شركة Holmes بتضمين الشركة باسم Theranos (رمز «للعلاج therapy» و «التشخيص diagnosis») [23]، واستأجرت الطابق السفلي من منزل الكلية الجامعية. في ذلك الوقت، استأجرت هولمز أول موظف لها واستأجرت مساحة المختبر. [24] أصبح روبرتسون أول عضو في مجلس إدارة الشركة وقدم هولمز إلى أصحاب رأس المال المغامر.
كانت هولمز معجبة بمؤسس شركة آبل ستيف جوبز، ونسخت أسلوبه شبكل متكامل، وارتدت في كثير من الأحيان سترة سوداء الياقة المدورة كما فعل جوبز بل قلدت حتى حركاته وطريقته بالحديث والوقوف وغيره. خلال معظم مظاهرها العلنية، تحدثت بصوت عميق على نحو غير عادي، على الرغم من أن زميل سابق في ثيرانوس زعم لاحقًا أن صوتها الطبيعي كان في الواقع أعلى بقليل من أوكتافات. [16] في غضون ذلك، أكدت عائلتها أن صوت الباريتون لديها حقيقي.

### التمويل والتوسع
شهدت ثيرانوس ارتفاعًا مذهلاً قبل سقوطها النهائي بحلول ديسمبر 2004، حيث جمعت هولمز 6 ملايين دولار لتمويل الشركة. وبحلول نهاية عام 2010، كان لدى ثيرانوس أكثر من 92 مليون دولار في رأس المال الاستثماري.، وفي يوليو من عام 2011، تم تقديم هولمز إلى وزير الخارجية السابق جورج شولتز. بعد اجتماع دام ساعتين، انضم إلى مجلس إدارة ثيرانوس. وتم الاعتراف بهولمز لتشكيل «المجلس الأكثر لمعانا في تاريخ الشركات الأمريكية» على مدى السنوات الثلاث المقبلة.
قامت هولمز بتشغيل ثيرانوس في «وضع التخفي الاعلامي»، حيث كانت بدون أي بيانات صحفية أو موقع إلكتروني للشركة حتى سبتمبر 2013، عندما أعلنت الشركة عن شراكة مع شركة والغرين Walgreens لإطلاق مراكز لجمع عينات الدم في المتجر.
زاد اهتمام وسائل الإعلام في عام 2014، عندما ظهر هولمز على أغلفة Fortune وفوربس وThe New York Times Style Magazine . اعترفت فوربس بأن هولمز هي أصغر مليارديرات من صنع العصابات في العالم، واحتلت المرتبة 110 في سباق فوربس 400 في عام 2014.
بلغت قيمة ثيرانوس 9 مليارات دولار مع أكثر من 400 مليون دولار في رأس المال الاستثماري. [14] [32] بحلول نهاية عام 2014، ظهر اسمها في 18 براءة اختراع أمريكية و 66 براءة اختراع أجنبية. خلال عام 2015، أبرمت هولمز اتفاقات مع كليفلاند كلينك، كابيتال بلو كروس، وأميري هيلث كاريتاس لاستخدام تكنولوجيا ثيرانوس.

### اتهامات جنائية
في 15 يونيو 2018، بعد التحقيق الذي أجراه مكتب المدعي العام الأمريكي في سان فرانسيسكو والذي دام أكثر من عامين، وجهت هيئة محلفين كبرى فيدرالية إلى هولمز ورئيس عمليات التشغيل السابق في ثيرانوس والرئيس راميش «صني» بالواني في تسع تهم تتعلق بالاحتيال على الأسلاك وتهمتين من التآمر لارتكاب احتيال الأسلاك. كلاهما أقر بأنه غير مذنب. يزعم ممثلو الادعاء أن هولمز وبلواني تورطوا في مخططين إجراميين، أحدهما للاحتيال على المستثمرين، والآخر للاحتيال على الأطباء والمرضى. [8] [56]
بعد صدور قرار الاتهام، استقال هولمز من منصب الرئيس التنفيذي لشركة ثيرانوس لكنه بقي رئيس مجلس الإدارة. [9]
القضية هي U.S. v. Holmes ، 18-cr-00258، محكمة الولايات المتحدة المحلية للمقاطعة الشمالية بكاليفورنيا، ومن المقرر أن تبدأ في 28 يوليو 2020. [57] [58] يواجهون السجن لمدة تصل إلى 20 عامًا. [59] [60]
في يونيو 2019، ذكرت بلومبرج نيوز أن هولمز وبلواني يبحثان في إستراتيجية دفاعية محتملة لإلقاء اللوم على وسائل الإعلام في سقوط ثيرانوس.
يبحث المحامون فيما إذا كانت تقارير الصحفي جون كارييرو تسببت في تأثير غير مبرر على الهيئات التنظيمية الحكومية من أجل كتابة قصة مثيرة لصحيفة وول ستريت جورنال. [57]

## الاتهامات
في 15 يونيو 2018، وبعد التحقيق الذي أجراه مكتب المدعي العام الأمريكي في سان فرانسيسكو والذي دام أكثر من عامين حول شركة هولمز، وجهت هيئة المحلفين الكبرى الفيدرالية إلى ايليزابيث هولمز ورئيس قسم العمليات السابق في ثيرانوس والرئيس راميش بالواني تسعة تهم تتعلق بالاحتيال على المستثمرين وتم اتهامهم بالتآمر لارتكاب احتيال على المستثمرين. وقد اقر كلاهما بأنه غير مذنب. يزعم ممثلو الادعاء أن هولمز وبلواني تورطوا في مخططين إجراميين، أحدهما للاحتيال على المستثمرين، والآخر للاحتيال على الأطباء والمرضى ضمن شركتهم. بعد صدور قرار الاتهام، استقالت هولمز من منصب الرئيس التنفيذي لشركة ثيرانوس لكنه بقي رئيس مجلس الإدارة. After the indictment was issued, Holmes stepped down as CEO of Theranos but remained chair of the board.
القضية تقع في محكمة ضمن الولايات المتحدة المحلية للمقاطعة الشمالية بكاليفورنيا، ومن المقرر أن تبدأ في 28 يوليو 2020. [57] [58] يواجهون السجن لمدة تصل إلى 20 عامًا.
في يونيو 2019، ذكرت بلومبرج نيوز أن هولمز وبلواني يبحثان في إستراتيجية دفاعية محتملة لإلقاء اللوم على وسائل الإعلام في سقوط ثيرانوس. ويبحث المحامون فيما إذا كانت تقارير الصحفي جون كارييرو تسببت في تأثير غير مبرر على الهيئات التنظيمية الحكومية من أجل كتابة قصة مثيرة لصحيفة وول ستريت جورنال.

## الترويج
تعاونت هولمز مع كارلوس سليم في يونيو 2015 لتحسين فحص الدم في المكسيك. وفي أكتوبر 2015، أعلنت #IronSisters لمساعدة النساء في مجالات العلوم والتكنولوجيا والهندسة والرياضيات. ساعدت أيضا في صياغة وإصدار قانون في ولاية أريزونا للسماح للناس بالحصول على الفحوصات المخبرية ودفعها دون الحاجة إلى الحصول على موافقة من مزود الرعاية الصحية أو شركات التأمين، مع تشويه دقة وفعالية اجهزة ثيرانوز.

## الاتصال والعلاقات العامة
تضمن مجلس ثيرانوس العديد من المستثمرين والعديد من الشخصيات المؤثرة. . كان أول مستثمر رئيسي في هولمز هو تيم دريبر - والد جيمي درابر، صديقة الطفولة لوالد اليزابيث هولمز، ورأس المال الاستثماري في وادي السيليكون، الذي «قام ومنح هولمز» بمبلغ مليون دولار بعد سماعه ببداية النواة الأولي للشركة الذي سيصبح اسمها ثيرانوس. [64] 65] [66] توسعت مجموعة ثيرانوس من كبار المستثمرين لتشمل: روبرت مردوخ، قطب وسائل الإعلام المحافظ؛ عائلة والتون، وهم مؤسسو سلاسل البيع بالتجزئة وول مارت؛ أيضا عائلة ديفوس (مؤسسو شركة التسويق الأمريكية متعددة المستويات أمواي)، بما في ذلك بيتسي ديفوس، التي ستصبح وزيرة للتعليم في عهد الرئيس الأمريكي دونالد ترامب؛ عائلة كوكس Cox مالكي Cox Enterprises ؛ وكارلوس سليم، الملياردير المكسيكي. وقد خسر كل هؤلاء المستثمرين عشرات إلى مئات الملايين من الدولارات عند طي ثيرانوس.
كان جورج شولتز وزير الخارجية الأمريكي السابق، أحد أعضاء مجلس إدارة هولمز الأوائل. With Shultz's early involvement aiding Holmes's recruitment efforts, the 12-member Theranos board eventually included بمشاركة شولتز المبكرة في مساعدة هولمز في التوظيف، ضم مجلس ثيرانوس المكون من 12 عضوًا في نهاية المطاف [67]: هنري كيسنجر، وزير الخارجية الأمريكي السابق؛ وليام بيري، وزير الدفاع السابق؛ جيمس ماتيس، وزير الدفاع لاحقا؛ غاري روغيد، أميرال بحري أمريكي متقاعد؛ بيل فريست، عضو مجلس الشيوخ الأمريكي السابق؛ سام نان، سناتور أمريكي سابق؛ والرئيس التنفيذي السابق ديك كوفاسيفيتش من ويلز.

## التعامل في العمل
يؤكد الموظفون مع هولمز وايضا المُقرضين بأنها كانت دائما ما تكون صارمة في أداء العمل والمهام المطلوبة منها بدون أي إحتمالية لوجود الأخطاء. حيث ان شخصية إليزابيث هولمز القوية جعلتها بالفعل تقتحم عالم الرجال ويظهر ذلك من خلال نبرة صوتها القوية والثابتة والتي تجعل الحاضرون والمستمعون لها في قمة تركيزهم. أيضا من الشائع حول إليزابيث بإنها كانت دائما ما تحاول تقليد أسلوب ستيف جوبز رئيس مجلس إدارة شركة أبل الأمريكية السابق من حيث البساطة في الملابس باللون الأسود. كما ان يُلاحظ عليها أخذ نفس وضعيات جوبز في إلتقاط الصور. ويُذكر بأن إليزابيث لم تحتاج إلي الحصول علي إجازة خلال كامل فترة عملها. كما ان اوقات إجتماعها مع فريق العمل الخاص بها دائما ما كان في نفس وقت اجتماع ستيف جوبز بموظفينه. وقد ضمت هولمز لفريق التسويق لديها احدي الفرق التي استعان بها مسئولين شركة أبل في السابق.

## الحياة الشخصية
قبل تسوية مارس 2018، كانت هولمز تمتلك 50٪ من الأسهم في ثيرانوس. صنفتها فوربس كواحدة من أغنى النساء المصنّعات ذاتيا في أمريكا في عام 2015 بقيمة 4.5 مليار دولار. وفي يونيو 2016 أصدرت شركة فوربس تقييمًا محدثًا بقيمة 800 مليون دولار لصالح ثيرانوز، مما جعل حصة هولمز لا قيمة لها في الأساس، لأن مستثمرين آخرين كانوا يملكون أسهم مفضلة وكان سيتم دفعها من قبل هولمز، الذي كان تمتلك أسهم عادية فقط. [6] أفادت التقارير أن هولمز تدين بمبلغ 25 مليون دولار لشركة ثيرانوس فيما يتعلق بممارسة الخيارات. لم تتلق أي أموال نقدية من الشركة، ولم تبيع أيًا من أسهمها، بما في ذلك الأسهم المرتبطة بالديون.
شاركت هولمز في علاقة عاطفية مع رائد التكنولوجيا راميش "ساني بالواني، وهو هندوسي باكستاني المولد هاجر إلى الهند ثم إلى الولايات المتحدة. She met him in 2002 at age 18, while still in school; he was 19 years older than her and married to another woman at the time. التقت به في عام 2002 عن عمر يناهز 18 عامًا، بينما كانت لا تزال في المدرسة؛ وكان يفوقها سنا ب19 عاما وتزوج من امرأة أخرى في ذلك الوقت. طلق بالواني زوجته في عام 2002، انخرط بشكل عاطفي مع هولمز في عام 2003، في نفس الوقت الذي انسحبت فيه هولمز من الجامعة، وانتقل الزوجان إلى شقة في عام 2005. على الرغم من أن بالواني لم ينضم رسمياً إلى الشركة حتى في عام 2009، كرئيس تنفيذي، كان ينصح هولمز وراء الكواليس قبل ذلك الوقت. [81] قام هولمز وبلواني بإدارة الشركة بشكل مشترك في ثقافة مشتركة من "السرية والخوف". غادر ثيرانوس في عام 2016 في أعقاب التحقيقات. ظروف رحيله غير واضحة. يذكر هولمز أنها أطلقت النار عليه، لكن بالواني قال إنه تركها من تلقاء نفسه. وفي أوائل عام 2019، انضم هولمز إلى وليام "بيلي" إيفانز، الوريث البالغ من العمر 27 عامًا في مجموعة فنادق إيفانز. يعيش الزوجان حاليا في سان فرانسيسكو.

## روابط خارجية
- إليزابيث هولمز على موقع IMDb (الإنجليزية)
- إليزابيث هولمز على موقع الموسوعة البريطانية (الإنجليزية)
- إليزابيث هولمز على موقع قاعدة بيانات الفيلم (الإنجليزية)